# Scottish Radio Holdings
Scottish Radio Holdings (SRH) — шотландская медиa-компания, существовавшая с 1991 по 2005 год. Владела 22 радиостанциями и 30 местными газетами в Великобритании и Ирландии.

## History
В 1970-х годах город Глазго получил третью лицензию на радиовещание в Великобритании для коммерческой станции, и в 1973 году запустилось Radio Clyde. 
После смягчения в 1991 году регулирующего коммерческое радиовещание законодательства Clyde объединилась с Radio Forth для создания SRH, акции которой были размещены на Лондонской бирже.
В 1995 году компания приобрела «Morton Newspapers», выпускавшую 20 газет в Северной Ирландии. После этого SRH начала приобретать газеты в Шотландии и Ирландии.
21 июня 2005 года была приобретена конкурирующей медиагруппой Emap, к этом моменту радиосеть SRH имела 22 радиостанции. Издававшиеся газеты под общим названием Score Press были проданы Johnston Press за 155 млн.ф.с.. Радиоактивы SRH в Великобритании остались у Emap, а принадлежавшие ей две радиостанции Vibe FM переформатировались в Kiss 101 и Kiss 105-108, радиостанции в Ирландии также были проданы. Радиостанции в Шотландии создали локальную версию Big City Network, которой Emap уже управляла в Англии. Также Emap перенесла вещавшие в Шотландии на частоте AM радиостанции на английский южный берег. Две северноирландские радиостанции также остались у покупателя.
В декабре 2007 года Emap продала свои медиа-активы немецкой Bauer Media Group за 1,14 млрд ф.с..